# تپه قلاکون غربی
تپه قلاکون غربی مربوط به دوران‌های تاریخی پس از اسلام است و در شهرستان بیجار، بخش چنگ الماس، روستای خزردین واقع شده و این اثر در تاریخ ۱۰ دی ۱۳۸۱ با شمارهٔ ثبت ۶۸۲۲ به‌عنوان یکی از آثار ملی ایران به ثبت رسیده است.